# بادي لويس
بادي لويس (بالإنجليزية: Buddy Lewis)‏ هو لاعب كرة قاعدة أمريكي، ولد في 10 أغسطس 1916 في غاستونيا في الولايات المتحدة، وتوفي في 18 فبراير 2011 بسبب سرطان.

## وصلات خارجية
- بادي لويس على موقعبيزبول رفرنس.كوم (الدوري الرئيسي) (الإنجليزية)
- بادي لويس على موقع قاعة كارولاينا الشمالية للمشاهير الرياضية (الإنجليزية)